# Харківський елеватор
Харківський елеватор — колишній занедбаний комплекс елеватора у Харкові біля вокзалу, між вулицями Чоботарська та Євгена Котляра. Був одним з найвідоміших й наймасштабніших занедбаних об'єктів у Харкові.
Харківський елеватор функціонував майже століття, але після виведення з експлуатації став одним з найпривабливіших місць для руферів та любителів екстриму у Харкові. Був знесений протягом 2020—2021 років задля зведення на його місті нового житлового мікрорайону.

## Історія
Елеватор разом із млином почали функціонувати у 1900 році. Залізничне сполучення з елеватором датується 1913 роком. Зерно підвозили на возах до початку 1950-х років.
Підприємство, до якого входив комплекс елеватора, до 1970-х мало назву Мельзавод № 1. Після об'єднання з підприємством Крупзавод № 2, до складу якого входив житній млин на вулиці Плеханівській (нині вулиця Георгія Тарасенка), утворилось підприємство під назвою Комбінат хлібопродуктів № 2. Так само, підприємство було частиною Елеваторзернопром.
У 1991 році млин було зупинено та підірвано. На цьому місці збиралися побудувати новий млин з макаронним помелом потужністю 400 тонн на добу, під плановану макаронну фабрику на Рогані. Однак з 1994 року бюджетне фінансування будівництва було припинено.
У 1995 році підприємство, яке відповідало за реконструкцію комплексу елеватора, було оголошено банкрутом.
У 1997 році, Комбінат хлібопродуктів № 2 увійшов у ДАК «Хліб України». На початку 2000-х в кутовій адміністративній будівлі колишнього елеватора розміщувалося харківське представництво компанії.
Після того, як харківське представництво залишило адміністративні будівлі елеватора, почався демонтаж конструкцій комплексу. Роботи тривали до 2008 року, після чого були заморожені.

## Майбутнє Харківського елеватора
У жовтні 2020 року, стало відомо, що споруди елеватору будуть демонтовані до лютого 2021 року. Після цього, на місті елеватора компанією «Житлобуд-1» будуть зведені будинки, які складуть новий житловий мікрорайон.
Приблизно о 14:00 18 жовтня 2020 року, шляхом вибуху була знесена адміністративна будівля елеватора.

16 травня 2021 року о 10:00, шляхом підриву була знесена відома «башта» елеватору. До цього, протягом пів року, були демонтовані силоси та інші споруди на території колишнього елеватора.

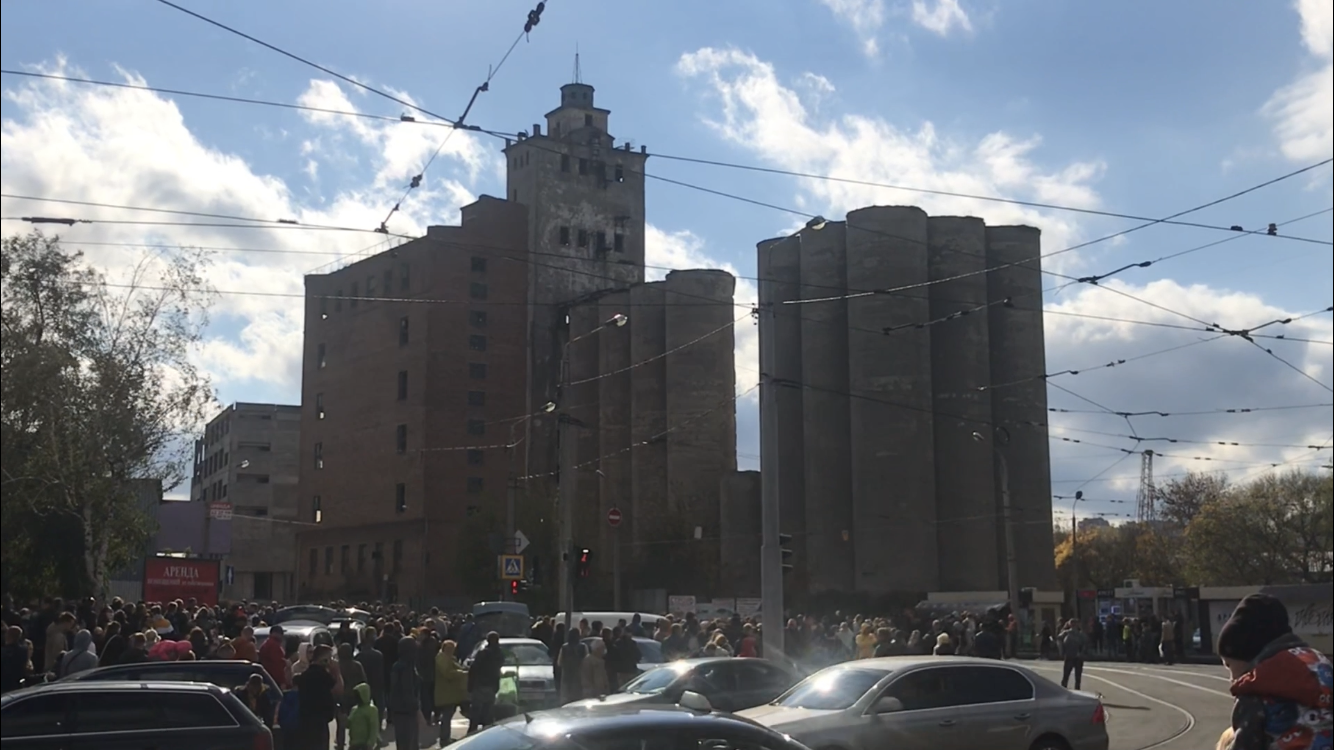
Харківський елеватор, 18 жовтня 2020 року. Перед вибухом адміністративної будівлі.
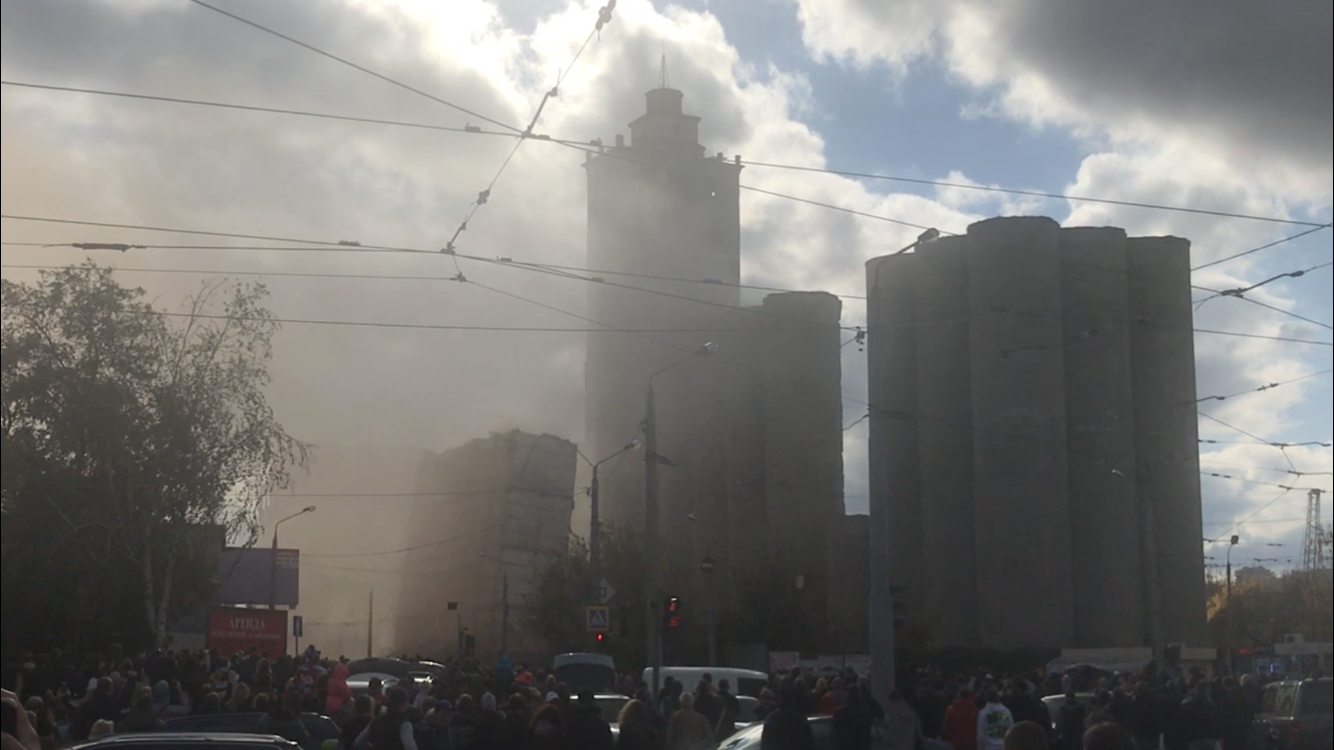
Харківський елеватор, 18 жовтня 2020 року. Після вибуху адміністративної будівлі.

23 травня 2021 о 10:00, шляхом підриву було знесено цегляну будівлю, яка стояла за вежею елеватора.

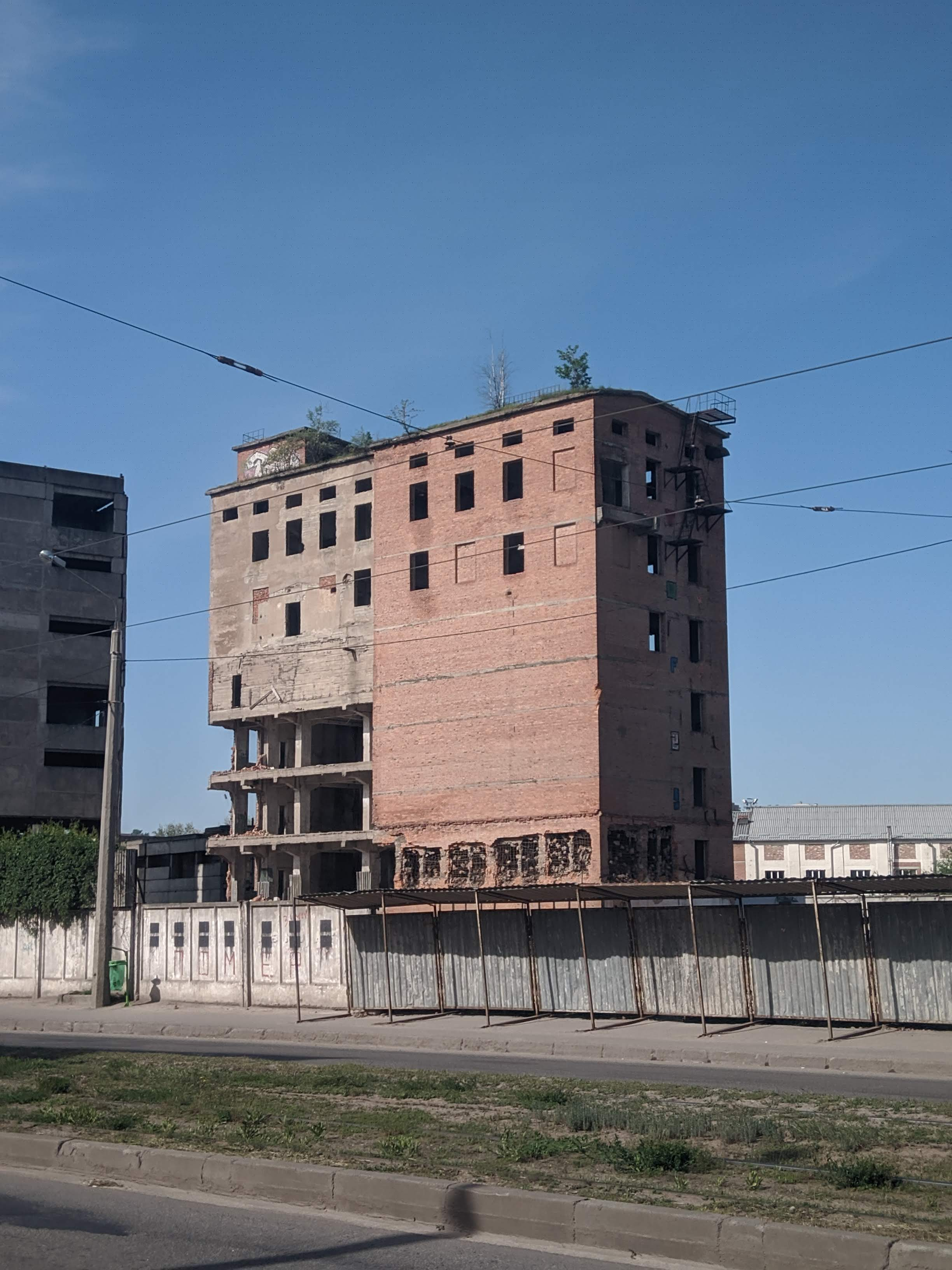
Одна з будівель елеватора за годину до підриву
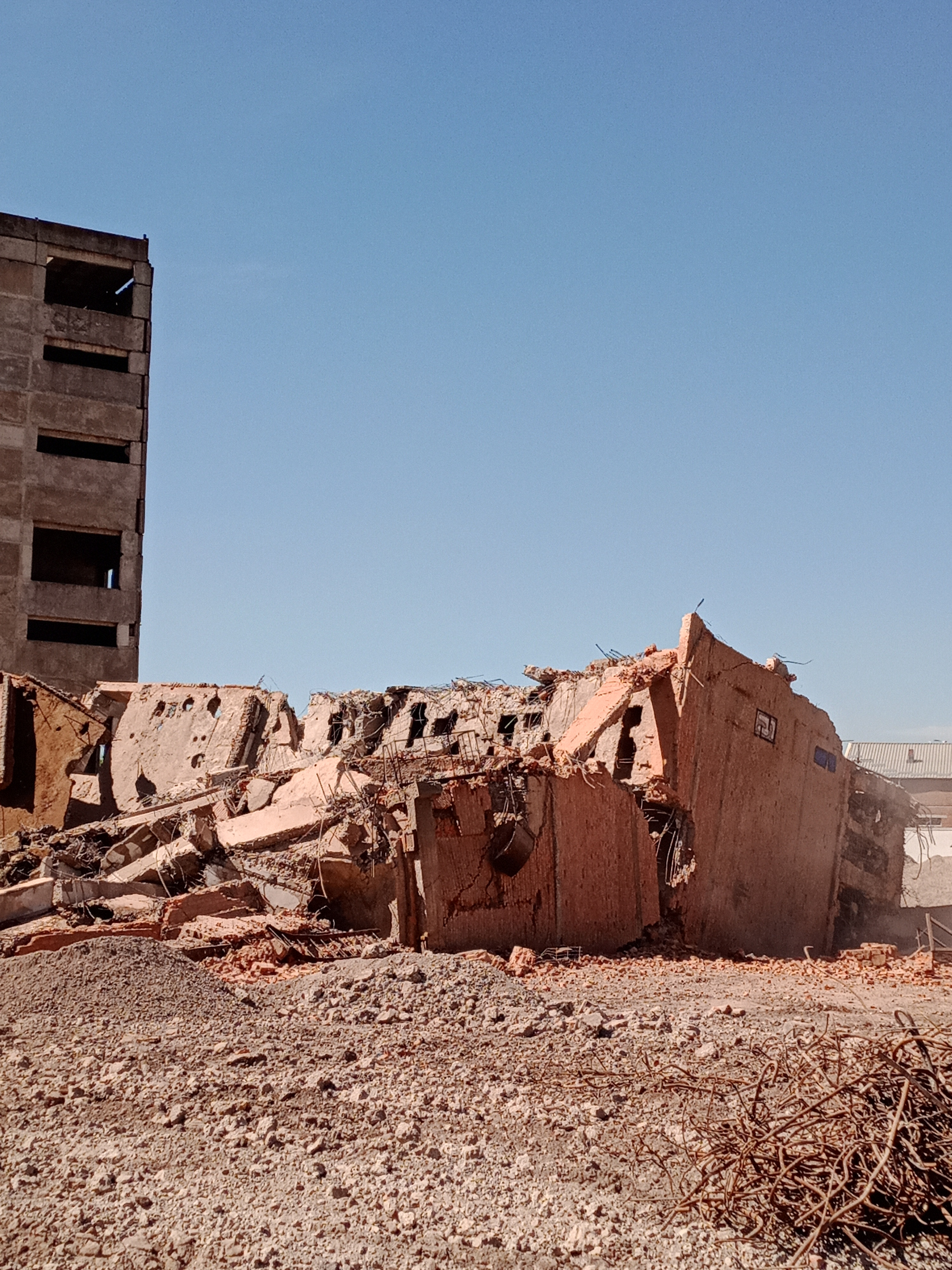
Залишки підірваної будівлі
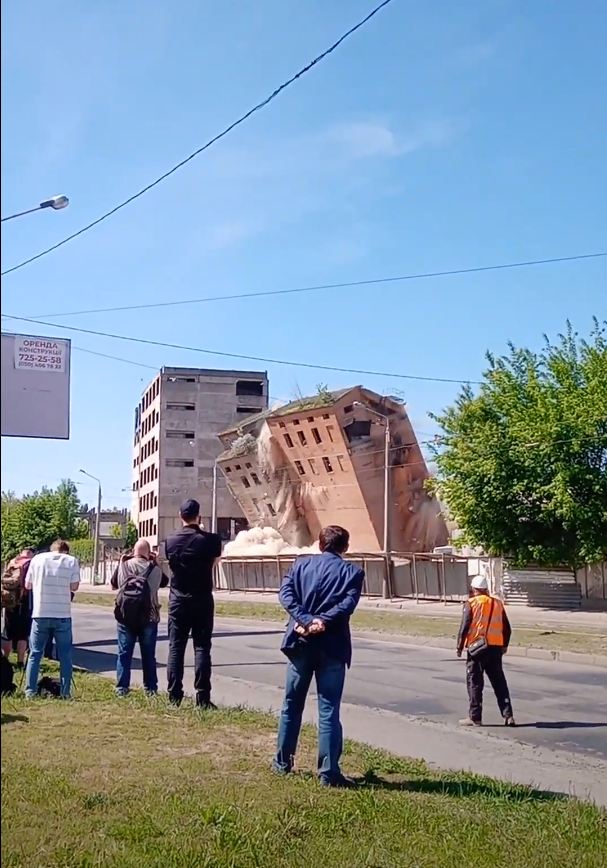
Підрив будівлі

## Цікаві факти
- Мешканці Харкова, зазвичай, називають елеватором не весь комплекс споруд, а лише найвищу з них, в який безпосереднього розташовувались механізми елеватора. Ця будівля, яку часто називали «баштою», мала висоту близько 60 метрів, та зазвичай дуже добре проглядається зі сторони вокзалу, а також Нагірного району Харкова.
- «Башта» елеватору була популярним об'єктом серед руферів та любителів екстриму.
- У 2008—2009 роках, Харківський елеватор був одним з об'єктів, де знімали фільми проєкту «ДАУ»[3].